# الكانيون (دهب)
الكانيون هو  كهف أو فجوة داخل البحر يقع في مدينة دهب المصرية، ، ويبلغ عمقها 52 مترًا، ويعد من الكهوف الخطرة، ومن الأماكن المحببة لمحترفي الغوص.